# Émilie Noblet
Émilie Noblet est une scénariste, cheffe opératrice et réalisatrice française.

## Biographie
Émilie Noblet est originaire de Saint-Georges-de-Mons, dans les Combrailles (Puy-de-Dôme). Elle suit pendant ses études secondaires l'option Cinéma du Lycée Blaise Pascal à Clermont-Ferrand. En juin 2013 elle est diplômée de la Fémis, l'École nationale supérieure des métiers de l'image et du son, au département Images.

## Filmographie

### Réalisatrice
- 2018 : HP[4]
- 2020 : Parlement, série[5]
- 2022 : Les 7 Vies de Léa, série[6]
- 2024 : Loulou[7],[8]
- 2024 : Bis Repetita[9]
- 2024 : Zorro, série

### Cheffe opératrice
- 2017 : Jeune Femme de Léonor Serraille[10]
- 2018 : Tout ce qu'il me reste de la révolution de Judith Davis[11]

### Scénariste
- 2013 : Trucs de gosse[12]
- 2013 : À propos d'Anna[13]
- 2020 : Brigade mobile[14]